# Melbourne Town Hall

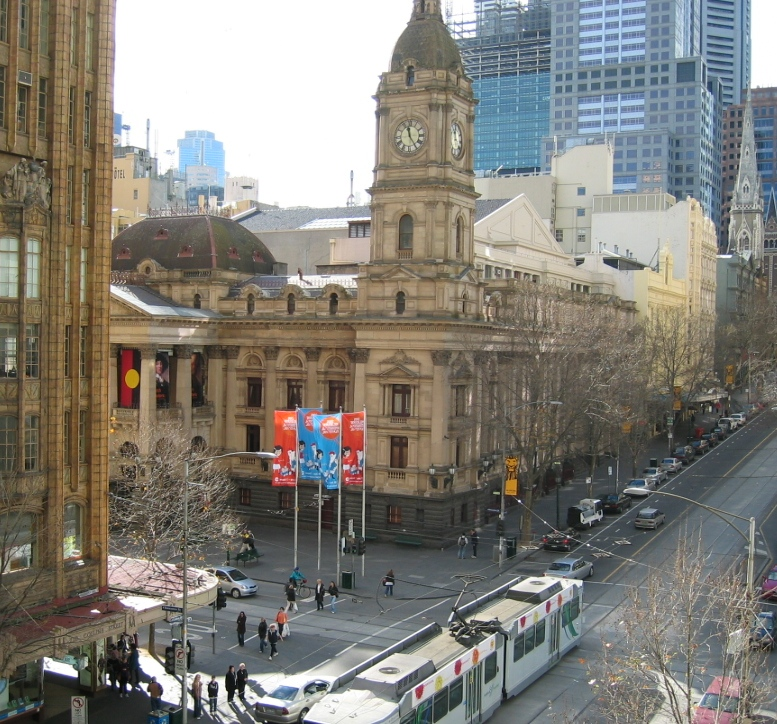
Melbourne Town Hall

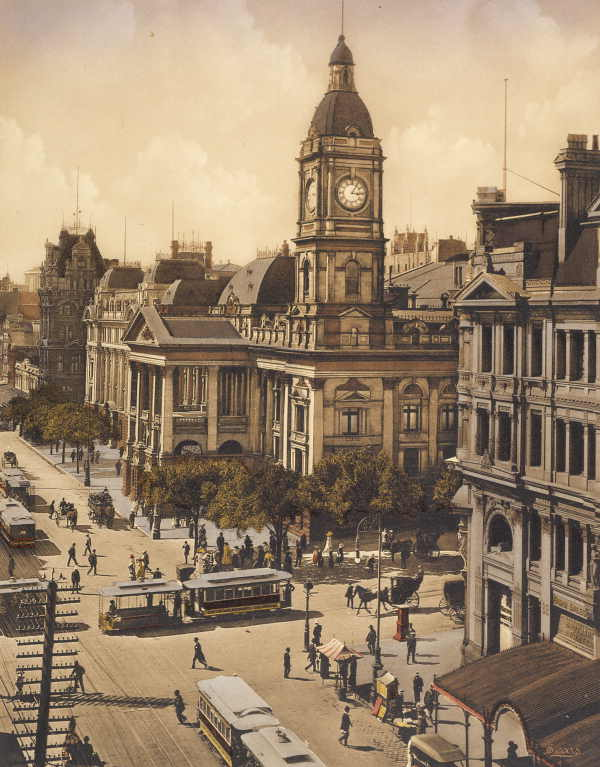
Melbourne Town Hall, 1910

Melbourne Town Hall is het gemeentehuis van Melbourne, Australië. Het bevindt zich op de hoek van Collins Street en Swanston Street in het zakendistrict van Melbourne. Het gebouw staat op het Victorian Heritage Register. Het gebouw heeft ook een auditorium met een orgel.

## Geschiedenis
De bouw van Melbourne Town Hall begon in 1867 en het gebouw werd voltooid in 1870. Voor het ontwerp van het gebouw werd een architectuurwedstrijd gehouden die gewonnen werd door het architectenbureau Reed and Barnes (tegenwoordig Bates Smart) van Joseph Reed. Op dezelfde locatie werd rond 1854 het eerste gemeentehuis gebouwd naar het ontwerp van James Blackburn. Het huidige gemeentehuis werd gebouwd omdat het eerste gemeentehuis al gauw te klein bleek. De eerste steen werd gelegd door Alfred van Saksen-Coburg en Gotha, Duke of Edinburgh.
In 1888 werd het een gebouw ernaast gekocht om daar een nieuw gebouw neer te zetten voor kantoren. In 1925 werd het gebouw getroffen door een brand. De grote hal en het orgel gingen hierbij verloren. Het gebouw werd uitgebreid richting Collins Street waardoor de hal groter werd en men kon een kleinere hal erbij bouwen. Er werd ook een nieuw orgel geïnstalleerd.
In augustus 2006 werd het gemeentehuis uitgebreid met het naastgelegen Council House 2.

## Foto's

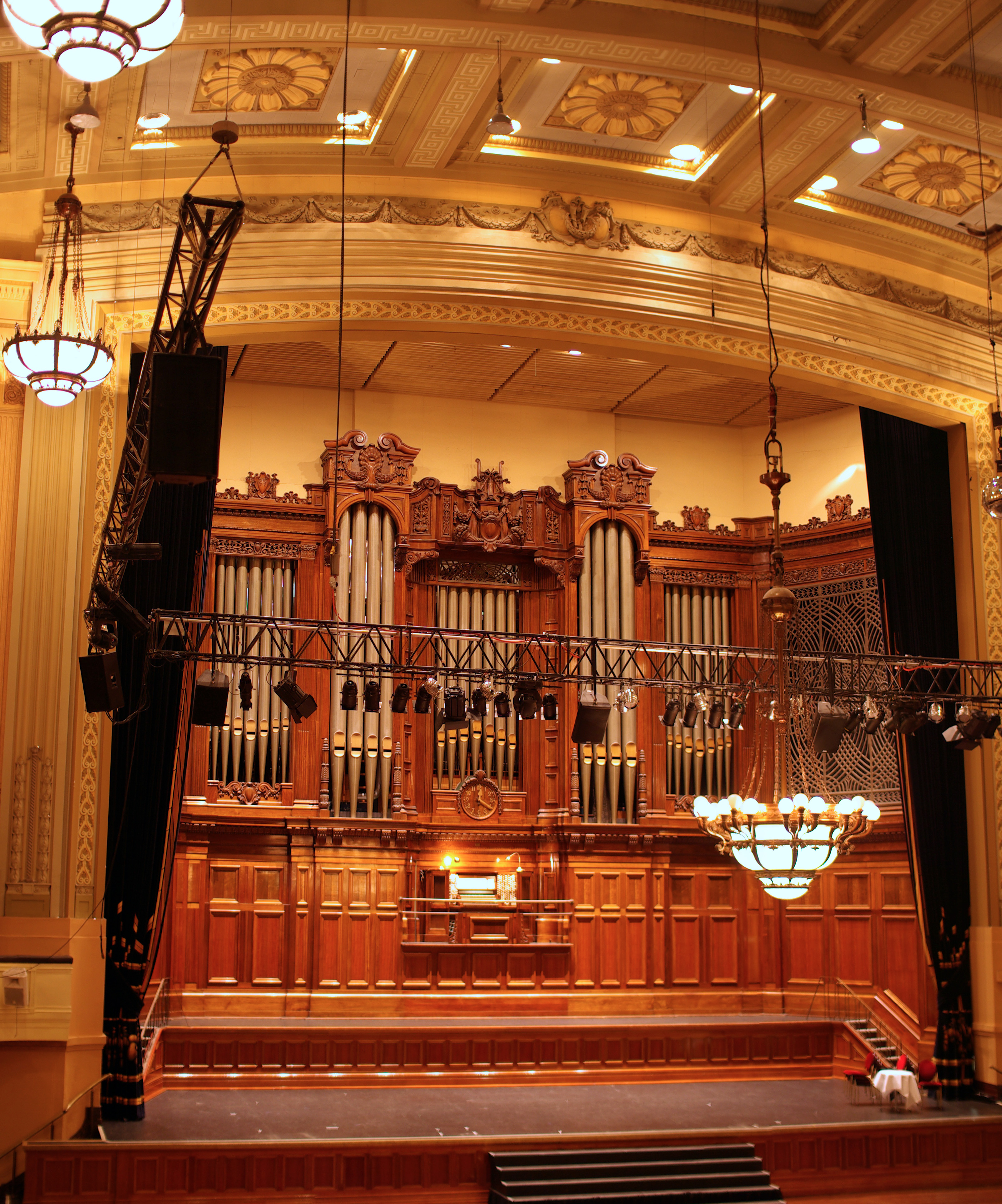
Het orgel
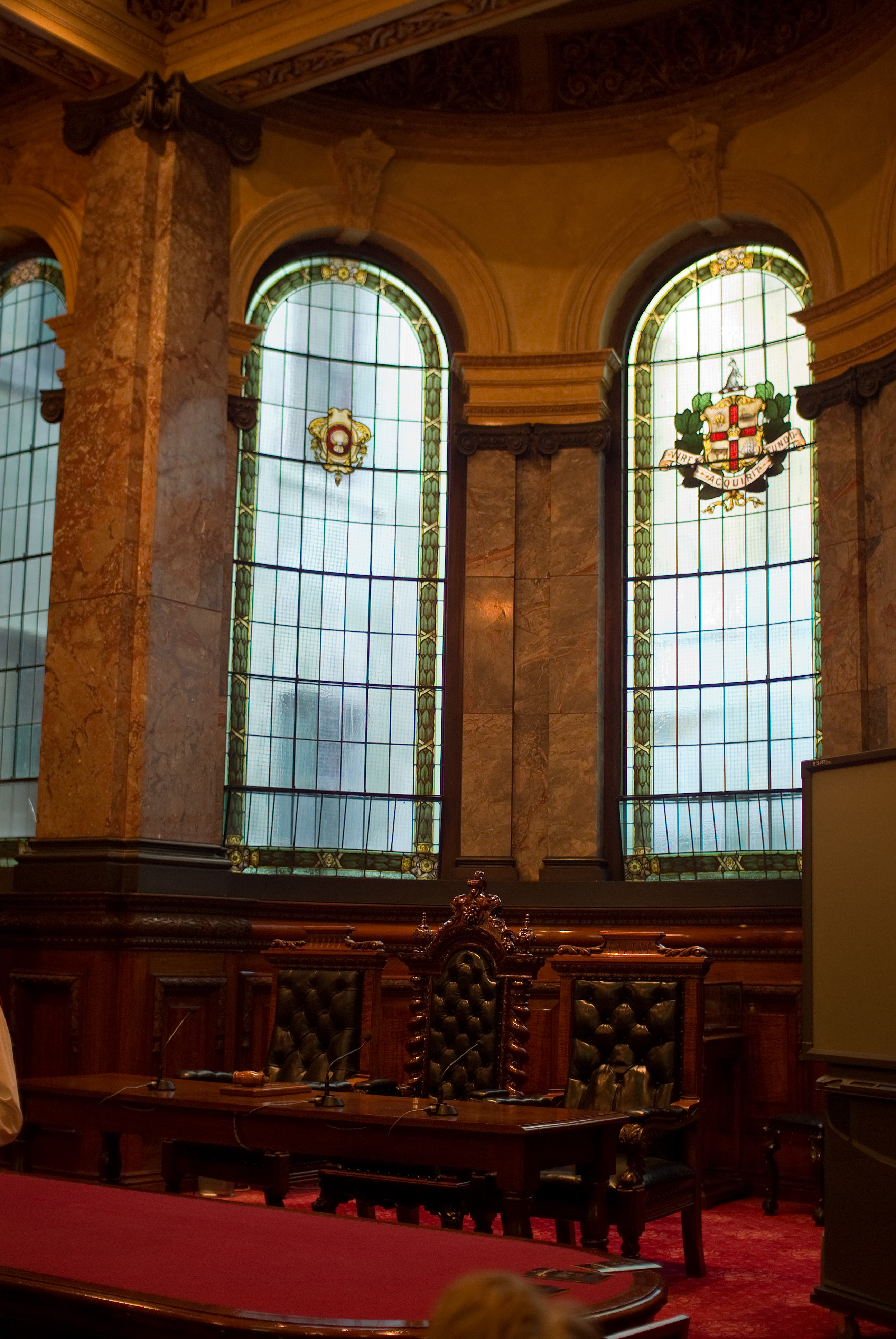
Ramen in de Council Chamber
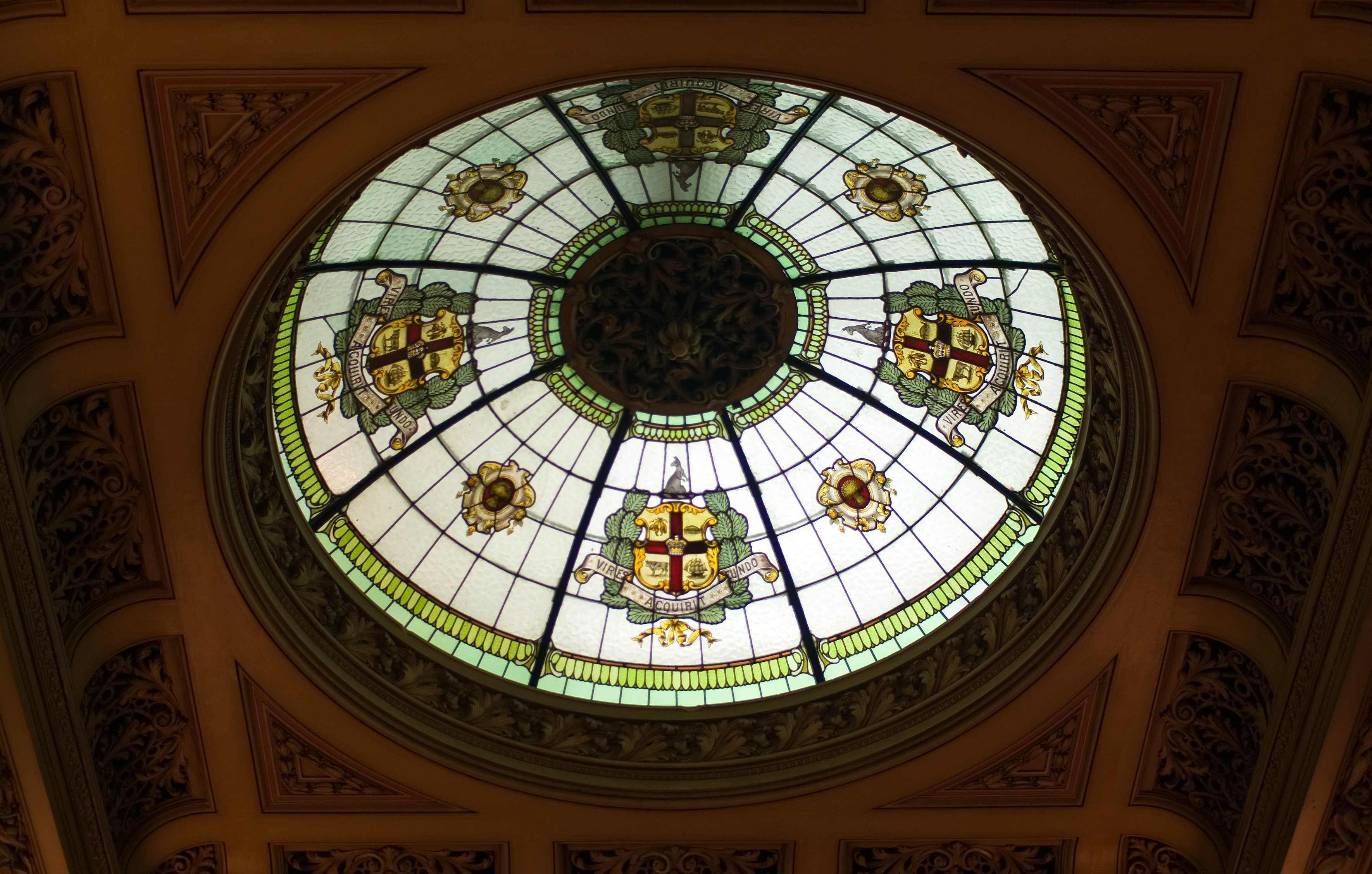
Koepel in de Council Chamber